# Вила Душана Томића
Вила Душана Томића се налази у Београду, на територији градске општине Савски венац. Подигнута је 1931. године и представља непокретно културно добро као споменик културе.
Вила је подигнута за професора Техничког факултета Душана Томића по пројекту архитеката Петра и Бранка Крстића. Састоји од сутерена, приземља и спрата, са просторном организацијом која је заснована на захтевима функционализма. Фасаде су модернистички обликоване са изванредно артикулисаним вертикалним и хоризонталним кубусима, пуним површинама и отворима. Вила, са најранијим потпуно безорнаменталним фасадама, представља највиши домет зрелог модернизма. Сем архитектонских вредности, објекат је значајан и због улоге њеног инвеститора у међуратном градитељству.
Професор Томић је био велики љубитељ архитектуре и утемељивач „Награде за најлепшу фасаду”, која је предратни еквивалент за велику награду архитектуре. Од посебне важности је чињеница да градитељи објекта, Петар и Бранко Крстић, спадају у ред најзначајнијих српских архитеката који су управо у вили Душана Томића остварили једно од својих најбољих дела. Не мање значајна је и вештина уклапања једне модерне, кубичне структуре, у већ постојећи амбијент Топчидерског брда.